# Châtillon-sur-Saône
Châtillon-sur-Saône è un comune francese di 147 abitanti situato nel dipartimento dei Vosgi nella regione del Grand Est.

Diede i natali nel 1854 al pittore paesaggista Jan Monchablon che a queste terre si ispirò e che qui è sepolto.

## Società

### Evoluzione demografica
Abitanti censiti